# Strongylura notata
Strongylura notata är en fiskart som först beskrevs av Poey, 1860.  Strongylura notata ingår i släktet Strongylura och familjen näbbgäddefiskar.

## Underarter
Arten delas in i följande underarter:
- S. n. notata
- S. n. forsythia